# Cacophony Society
La Cacophony Society est (ou était ?) une organisation contre-culturelle américaine informelle.
Elle se définit comme une sorte de « culture jamming » du mouvement Dada, « un réseau aléatoire d'esprits libres unis dans la poursuite d'expériences au-delà de la société dominante ».
Plus prosaïquement, le journal américain Whashington Post décrit ses membres comme « ...a loosely organized group of pranksters. » ...un groupe de farceurs vaguement organisé.
Elle a été créée en 1986 par les anciens membres du Suicide Club de San Francisco.

## Concept
L'un de ses concepts centraux est le voyage vers la zone, ou Zone Trip, inspiré du film Stalker d'Andrei Tarkovsky, « un espace où les gens peuvent réaliser leurs désirs les plus intimes ».
Selon les membres auto-désignés de la société, « vous êtes peut-être déjà membre ». La nature anarchique de la société signifie que l'adhésion est laissée ouverte et que n'importe qui peut parrainer un événement, bien que toutes les idées lancées ne soient pas suivies par les membres. Les événements de la Cacophonie impliquent souvent des déguisements et des farces dans des lieux publics et parfois dans des endroits qui sont généralement interdits au public.

## À San Francisco: Burning Man
Michael Mikel, membre de la Cacophony Society, assiste en 1988 à la troisième édition d'une fête pour le solstice d'été sur la plage de Baker Beach, pendant laquelle un mannequin en bois est brûlé, et publie l'événement de 1989 dans le bulletin de la Cacophony Society. Cette fête deviendra par la suite le festival Burning Man grâce à l'implication des membres de la société.
En 1990, indépendamment de ces fêtes de solstice, Kevin Evans conçoit l' événement Zone Trip #4 dans le désert de Black Rock avec John Law et Michael Mikel, en le publiant dans le bulletin sous le nom de « A Bad Day at Black Rock » .
Les organisateurs de la fête du solstice ont ensuite été invités à apporter leur mannequin, après que les forces de l'ordre les ont empêché de le brûler sur la plage, créant ainsi les premiers moments du Burning Man.
D'autres événements créés par la Société sont : l'Atomic Cafe, la chasse au trésor du Nouvel An chinois, le pique-nique sur le Golden Gate Bridge, la conduite d'une voiture endommagée par un tremblement de terre sur l'Embarcadero Freeway fermé pour commémorer le tremblement de terre de Loma Prieta en 1989
, les Brides of March, l'Urban Iditarod et la Sewer Walk.
En 2013, Kevin Evans, Carrie Galbraith et John Law ont coécrit " Tales of the San Francisco Cacophony Society ", un livre publié par Last Gasp (voir en bibliographie).
En 2013 également, une collection numérisée des bulletins d'information Rough Draft est mise en ligne sur Internet Archive.

## Autres villes
Le Cacophony Society a essaimé son concept dans d'autres villes aux USA au fil des ans : Los Angeles, Seattle, Portland, etc.